# Okręg wileński (ZCZW)
Okręg wileński – okręg administracyjny utworzony pod Zarządem Cywilnym Ziem Wschodnich 7 czerwca 1919 r.
W skład Okręgu Wileńskiego weszły powiaty: wileński, trocki, oszmiański, święciański, lidzki, grodzieński i nowogródzki.
31 października 1919 r. do Okręgu Wileńskiego przyłączono powiat brasławski.
6 listopada 1919 r. do Okręgu Wileńskiego przyłączono powiat dziśnieński (z tymczasową siedzibą w Głębokiem).

## Demografia
W grudniu 1919 roku okręg zamieszkiwały 1 633 504 osoby. Największymi jego miastami były: Wilno (128 954 mieszk.), Grodno (28 165 mieszk.) i Lida (11 365 mieszk.). Na terytorium okręgu znajdowało się też 23 497 innych miejscowości, z których 3 miały 5–10 tys. mieszkańców, a 48 miało 1–5 tys. mieszkańców.

## Oświata
W okręgu wileńskim w roku szkolnym 1919/1920 działało 929 szkoły powszechne, 26 szkół średnich, 13 szkół zawodowych, 4 seminaria nauczycielskie i 56 kursów. Ogółem w szkołach uczyło się 80 481 dzieci i pracowało 2173 nauczycieli. W marcu 1920 roku istniało 859 szkół nauczających w języku polskim i 968 szkół nauczających w innych językach.

### Szczegółowy podział administracyjny
| Powiat | Pow.km² | Mieszk. |  | Miasto powiatowe | Mieszk. |
| --- | ------- | ------- |  | ---------------- | ------- |
| Okręg Wileński |         |         |  |                  |         |
| brasławski ² | 2590    | 82.513  |  | Brasław          | 1.235   |
| dziśnieński (od Dzisna) ³ | 5779    | 193.263 |  | Głębokie         | ?       |
| grodzieński | 4264    | 127.252 |  | Grodno           | 28.165  |
| lidzki | 5605    | 186.060 |  | Lida             | 11.365  |
| nowogródzki 4 | 2445    | 95.907  |  | Nowogródek       | 5.096   |
| oszmiański | 6885    | 189.390 |  | Oszmiana         | 3.442   |
| święciański | 4826    | 139.692 |  | Święciany        | 3.900   |
| trocki | 4160    | 92.831  |  | Troki            | 1.886   |
| wilejski ¹ | 6185    | 213.424 |  | Wilejka          | 5.893   |
| wileński | 5727    | 313.172 |  | Wilno            | 128.954 |
| Wilno miasto | ?       | 128.954 |  | Wilno            | 128.954 |
| ¹ Przyłączony między lipcem a wrześniem 1919 r.                                                                                               |         |         |  |                  |         |
| ² Przyłączony 31 października 1919 r. (Dz. Urz. ZCZW z 1919 r. Nr 25, poz. 257)                                                               |         |         |  |                  |         |
| ³ Przyłączony 6 listopada 1919 r. (Dz. Urz. ZCZW z 1919 r. Nr 26, poz. 275)                                                                   |         |         |  |                  |         |
| 4 1 sierpnia 1919 r. z części powiatu nowogródzkiego utworzono powiat baranowicki w okręgu brzeskim (Dz. Urz. ZCZW z 1919 r. Nr 19, poz. 172) |         |         |  |                  |         |